# N3 (Frankrijk)
De N3 of Route nationale 3 is een nationale weg in Frankrijk. De weg bestaat uit twee delen in de agglomeratie van Parijs. Het eerste deel loopt van A3 naar Bondy en is 1,4 kilometer lang. Het tweede deel loopt van de A104, de buitenste ringweg van Parijs, naar Meaux. Dit deel is 18 kilometer lang.

## Geschiedenis
In 1811 liet Napoleon Bonaparte de Route impériale 4 aanleggen van Parijs naar Mainz en Pruisen in het huidige Duitsland. Na de val van Napoleon kwam een deel in Duitsland te liggen. In 1824 werd de huidige N3 gecreëerd uit de oude route van de Route impériale 4.  Deze weg liep van Parijs (Porte de Pantin) via Châlons-en-Champagne, Verdun en Metz naar de Duitse grens bij Saarbrücken. Op haar hoogtepunt was de weg 392 kilometer lang.

### Declassificaties
Door de aanleg van de parallelle autosnelweg A4 nam het nationale belang van de N3 sterk af. Daarom is het grootste deel van de weg overgedragen aan de departementen. Dit deel heeft daardoor nummers van de departementale wegen. In 1973 werd het traject tussen Épernay en Châlons-en-Champagne hernoemd tot D3 en het traject tussen Verdun en Gravelotte tot D903 in de departementen Meuse, Meurthe-et-Moselle en Moselle. Op het laatste deel kreeg de N3 een andere route over delen van de N18 en N390. Daarna was de weg 361 kilometer lang.
In 2006 vonden de grootste declassificaties plaats. Hierbij werden alle delen van de N3 zonder belang voor het hoofdwegennet aan de departementen overgedragen. De overgedragen delen van de N3 kregen de volgende nummers:
- Seine-Saint-Denis: RNIL 3
- Seine-et-Marne: D603
- Aisne: D1003
- Marne: D3
- Meuse: D603
- Meurthe-et-Moselle: D603
- Moselle: D603

N1 · N2 · N3 · N4 · N5 · N6 · N7 · N9 · N10 · N11 · N12 · N13 · N14 · N15 · N17 · N19 · N19J · N20 · N21 · N22 · N24 · N25 · N27 · N28 · N31 · N33 · N34 · N36 · N37 · N41 · N42 · N43 · N44 · N47 · N49 · N51 · N52 · N57 · N58 · N59 · N61 · N61A · N65 · N66 · N67 · N70 · N77 · N79 · N80 · N82 · N83 · N85 · N86 · N87 · N88 · N89 · N90 · N94 · N98 · N100 · N102 · N104 · N105 · N106 · N109 · N112 · N113 · N116 · N118 · N118A · N118B · N122 · N123 · N124 · N125 · N126 · N129 · N134 · N135 · N136 · N137 · N138 · N141 · N142 · N145 · N147 · N149 · N150 · N151 · N154 · N157 · N158 · N159 · N162 · N164 · N165 · N166 · N171 · N174 · N175 · N176 · N182 · N184 · N186 · N186A · N186B · N188 · N191 · N192 · N201 · N202 · N205 · N209 · N216 · N221 · N224 · N225 · N227 · N230 · N237 · N244 · N248 · N249 · N250 · N254 · N265 · N274 · N282 · N296 · N301 · N303 · N306 · N314 · N315 · N316 · N320 · N324 · N330 · N337 · N338 · N346 · N353 · N356 · N363 · N385 · N388 · N401 · N406 · N410 · N416 · N425 · N431 · N440 · N441 · N444 · N446 · N449 · N481 · N486 · N488 · N489 · N520 · N524 · N532 · N537 · N542 · N543 · N568 · N569 · N572 · N580 · N814 · N844 · N1007 · N1012 · N1013 · N1014 · N1019 · N1021 · N1029 · N1031 · N1043 · N1050 · N1075 · N1083 · N1104 · N1113 · N1134 · N1135 · N1141 · N1154 · N1338 · N1547 · N1569 · N2028 · N2043 · N2057 · N2162 · N2249